# Still Woman Enough
Still Woman Enough  è il quarantaseiesimo album in studio della cantautrice statunitense Loretta Lynn, pubblicato il 19 marzo 2021 dalla Legacy Recordings.

## Pubblicazione
Il disco, insieme alla data di uscita e alla lista tracce, è stato annunciato il 4 gennaio 2021, giorno del cinquantesimo anniversario dalla pubblicazione dell'album Coal Miner's Daughter. È il quarto di una serie di cinque album e segue Full Circle (2016), White Christmas Blue (2016) e Wouldn't It Be Great (2018).
L'abito indossato dalla cantante nella copertina è stato realizzato da Tim Cobb.

## Tracce
1. Still Woman Enough (featuring Reba McEntire e Carrie Underwood) – 3:37
2. Keep On the Sunny Side – 2:55
3. Honky Tonk Girl – 2:32
4. I Don't Feel at Home Anymore – 2:03
5. Old Kentucky Home – 2:27
6. Coal Miner's Daughter – 2:07
7. One's on the Way (featuring Margo Price) – 2:41
8. I Wanna Be Free – 2:15
9. Where No One Stands Alone – 2:47
10. I'll Be All Smiles Tonight – 3:38
11. I Saw the Light – 3:06
12. My Love – 2:44
13. You Ain't Woman Enough (featuring Tanya Tucker) – 2:17

## Classifiche
| Classifica (2021) | Posizione massima |
| ----------------- | ----------------- |
| Stati Uniti       | 83                |